# 勤労ロードショー 〜MADE IN JAPAN〜
『勤労ロードショー 〜MADE IN JAPAN〜』（きんろうロードショー　メイド・イン・ジャパン）は、日本のロックバンド、ユニコーンのDVD-BOX。4枚組。

## 解説
- 16年ぶりの再始動となった2009年の活動を収めたドキュメントDVD3枚に、「ユニコーンツアー2009　蘇える勤労の日々」2009年5月3日の埼玉公演の模様を収録したDVD1枚の計4枚組。完全生産限定盤。
- パッケージには、実際にツアーで使用された緞帳をカットしたものが収められている。柄の付いている部分が少ないため、ほとんどが赤地である（スタッフによると、柄付きの確率は約13%であるという[1]）。

## 収録内容

### DISC 1 睦月〜如月編(MOVIE15)
- 賀正 〜書初め〜
- 賀正 〜挨拶まわりと新年会〜
- リハらしい日々 〜リハ初日〜
- リハらしい日々 〜リハ改め曲出し〜
- リハらしい日々 〜曲出し改めメニュー決め〜
- リハらしい日々 〜節分〜
- リハらしい日々 〜ジャカジャカジャッ〜
- リハらしい日々 〜カウベルと男たち〜
- リハらしい日々 〜スターな手島〜
- よこすか芸術劇場 〜ゲネプロ〜
- よこすか芸術劇場 〜シークレットプレミアライブ〜

### DISC 2 弥生〜皐月編(MOVIE16)
- 3/4 山形前のり
- 3/5 山形県県民会館
- 3/6 山形県県民会館
- 3/23 札幌前のり
- 3/24 Zepp Sapporo
- 4/1 横浜アリーナ
- 4/11 神戸国際会館こくさいホール
- 4/26 始球式
- 4/28 広島グリーンアリーナ
- 4/29 広島グリーンアリーナ
- 5/2 さいたまスーパーアリーナ
- 5/11 Zepp Osaka
- 5/12 Zepp Osaka
- 5/20 日本武道館
- 5/22 日本武道館
- 5/29 沖縄前のり
- 5/30 沖縄市民会館
- 5/31 沖縄市民会館

### DISC 3 水無月〜師走編(MOVIE17)
- 6/11 ツアーの打ち上げ 〜KK50への道 その1〜
- 7/13 リハらしい日々 〜ケダモノのさわり〜
- 7/16 リハらしい日々 〜カウベルと男たち その2〜
- 7/19 GG09
- 7/22 「半世紀少年」の成長記録 その1
- 7/23 「半世紀少年」の成長記録 その2
- 7/25 SETSTOCK '09
- 7/26 雨の広島
- 8/2 ROCK IN JAPAN FESTIVAL 2009
- 8/8 「半世紀少年」の成長記録 その3
- 8/11 「半世紀少年」の成長記録 その4
- 8/12 「川西五〇数え唄」への道 その1
- 8/14 「川西五〇数え唄」への道 その2 〜 J-WAVE SUPER LIVE 2000+9 〜 「川西五〇数え唄」への道 その3
- 8/15 RISING SUN ROCK FESTIVAL 2009 in EZO
- 8/22 スイカ投げ 〜 ロックロックこんにちは! in 仙台
- 8/28 SWEET LOVE SHOWER 2009
- 8/29 音楽と髭達2009 "Way"
- 9/5 OTODAMA'09
- 9/21 SHINKIBA JUNCTION 2009
- 9/30 リハらしい日々 〜KK50への道 その2〜
- 10/1 リハらしい日々 〜KK50への道 その3〜
- 10/5 仕込みの夜 〜KK50への道 その4〜
- 10/6 チョットオンチー 栄光の50年 〜日本武道館初日〜
- 10/7 チョットオンチー 栄光の50年 〜日本武道館二日目〜
- 10/14 なんちゃってGROUND
- 10/20 チョットオンチー 栄光の50年 〜大阪城ホール二日目〜
- 12/26 リハらしい日々 〜雪が降るまで〜
- 12/27 リハらしい日々 〜やっとリハらしい〜
- 12/28 COUNTDOWN JAPAN 09/10
- 12/29 RADIO CRAZY
- 1/19 おまけ

### DISC 4 LIVE 2009.05.03さいたまスーパーアリーナ蘇える勤労の日々(MOVIE18)
- 当日アンコールで披露された「人生は上々だ」は、ライブアルバム「勤労ロードショー 〜LIVE IN JAPAN〜」の初回特典DVDに収録されているためカットされている。

1. ひまわり
2. スカイハイ
3. スターな男
4. MC
5. ボルボレロ
6. 働く男
7. MC
8. 水の戯れ 〜ランチャのテーマ〜
9. オッサンマーチ
10. MC
11. キミトデカケタ
12. ロック幸せ
13. AUTUMN LEAVES
14. 自転車泥棒
15. MC
16. ザギンデビュー
17. PTA～光のネットワーク～
18. WAO!
19. BLACKTIGER
20. R&R IS NO DEAD
21. サラウンド
22. MC
23. 大迷惑
24. ヒゲとボイン
25. 車も電話もないけれど
26. HELLO
27. MC
28. 開店休業